# Галвестон (округ)
Шаблон:StateAbbr_ 29°23′ пн. ш. 94°52′ зх. д. / 29.38° пн. ш. 94.86° зх. д.
Округ Галвестон (англ. Galveston County) — округ у штаті Техас, США. Ідентифікатор округу 48167.

## Історія
Округ Галвестон був сформований у 1838 з частин округів Бразорія, Герріс і Ліберті. Він був названий на честь Бернардо де Ґальвес, губернатора Території Луїзіана.

## Демографія
За даними перепису 2000 року загальне населення округу становило 250158 осіб, зокрема міського населення було 229020, а сільського — 21138. Серед мешканців округу чоловіків було 122480, а жінок — 127678. В окрузі було 94782 домогосподарства, 66156 родин, які мешкали в 111733 будинках. Середній розмір родини становив 3,12.
Віковий розподіл населення поданий у таблиці:
| Стать    | До 15 років | 15-21 | 22-29 | 30-39 | 40-49 | 50-65 | 65-85 | Понад 85 |
| -------- | ----------- | ----- | ----- | ----- | ----- | ----- | ----- | -------- |
| Чоловіки | 28280       | 12417 | 11951 | 18507 | 20560 | 19112 | 10910 | 743      |
| Жінки    | 27163       | 12062 | 12607 | 19483 | 20744 | 19507 | 13981 | 2131     |

## Суміжні округи
- Гарріс — північ
- Чемберс — північний схід
- Бразорія — захід